# 第14回ニューヨーク映画批評家オンライン賞
14th NYFCO Awards

2014年12月7日

作品賞: 

 6才のボクが、大人になるまで。 
第14回ニューヨーク映画批評家オンライン賞（だい14かいニューヨークえいがひひょうかオンラインしょう）は2014年の映画を対象としており、2014年12月7日に発表された。

## 受賞一覧

### 作品賞トップ10
※1位以外はアルファベット順
- 1位 ―『6才のボクが、大人になるまで。』
  - 『バードマン あるいは（無知がもたらす予期せぬ奇跡）』
  - 『ガーディアンズ・オブ・ギャラクシー』
  - 『イミテーション・ゲーム/エニグマと天才数学者の秘密』
  - 『アメリカン・ドリーマー 理想の代償』
  - 『ターナー、光に愛を求めて』
  - 『グローリー/明日への行進』
  - 『博士と彼女のセオリー』
  - 『アンダー・ザ・スキン 種の捕食』
  - 『セッション』

### 監督賞
- リチャード・リンクレイター - 『6才のボクが、大人になるまで。』

### 主演男優賞
- エディ・レッドメイン - 『博士と彼女のセオリー』

### 主演女優賞
- マリオン・コティヤール - 『サンドラの週末』

### 助演男優賞
- J・K・シモンズ - 『セッション』

### 助演女優賞
- パトリシア・アークエット - 『6才のボクが、大人になるまで。』

### アンサンブル演技賞
- 『バードマン あるいは（無知がもたらす予期せぬ奇跡）』

### 脚本賞
- アレハンドロ・ゴンサレス・イニャリトゥ、アーマンド・ボー、ニコラス・ジャコボーン、アレクサンダー・ディネラリス・ジュニア - 『バードマン あるいは（無知がもたらす予期せぬ奇跡）』

### ブレイクスルー演技賞
- ジャック・オコンネル - 『名もなき塀の中の王』、『不屈の男 アンブロークン』

### 新人監督賞
- ダン・ギルロイ - 『ナイトクローラー』

### 撮影賞
- エマニュエル・ルベツキ - 『バードマン あるいは（無知がもたらす予期せぬ奇跡）』

### 音楽賞
- 『ジェームス・ブラウン 最高の魂を持つ男』

### アニメ映画賞
- 『LEGO ムービー』

### 外国語映画賞
- 『サンドラの週末』 ベルギー

### ドキュメンタリー映画賞
- 『Life Itself』